# Noordwijk

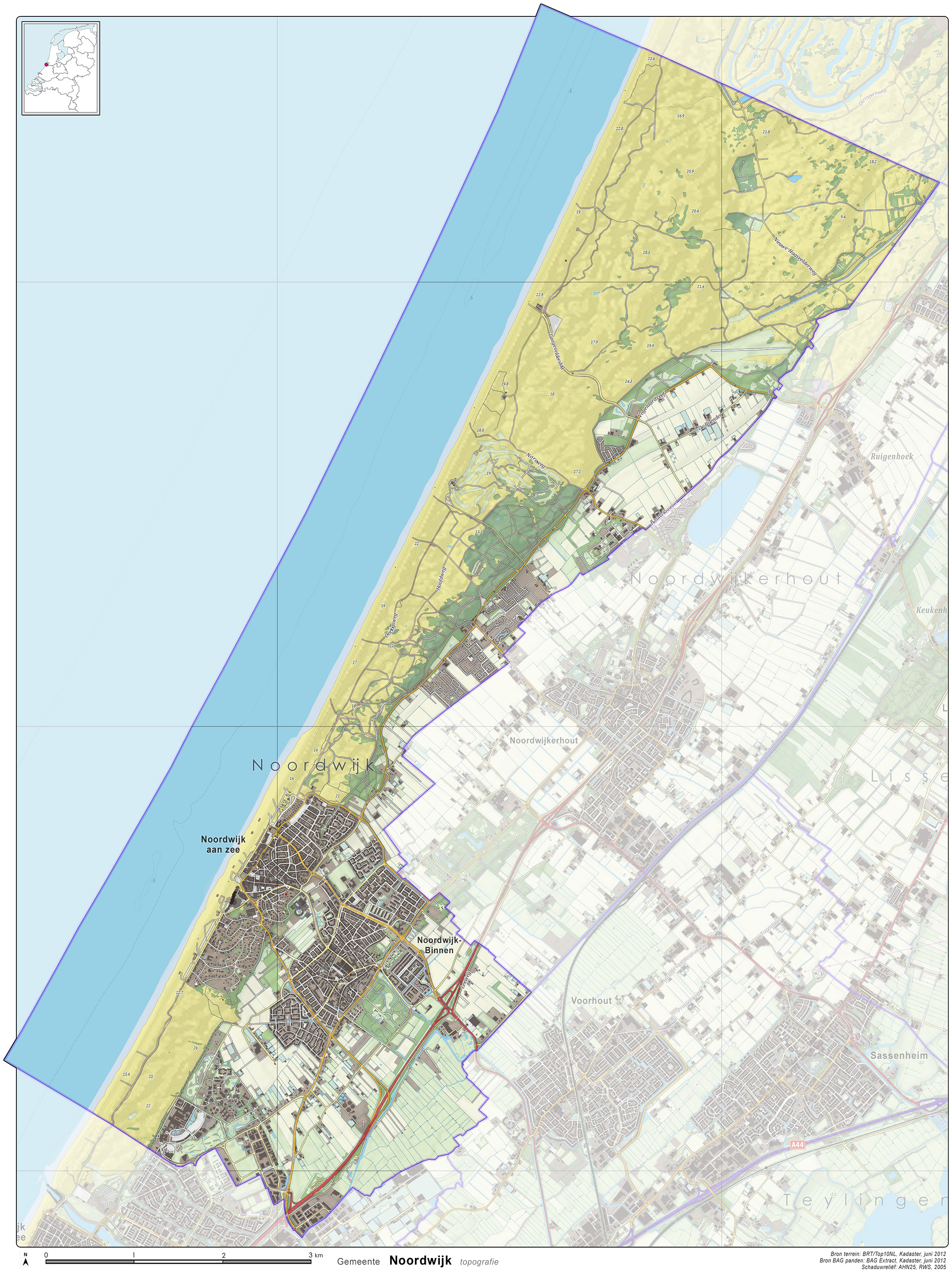
Topografische Karte der Gemeinde Noordwijk (2011)

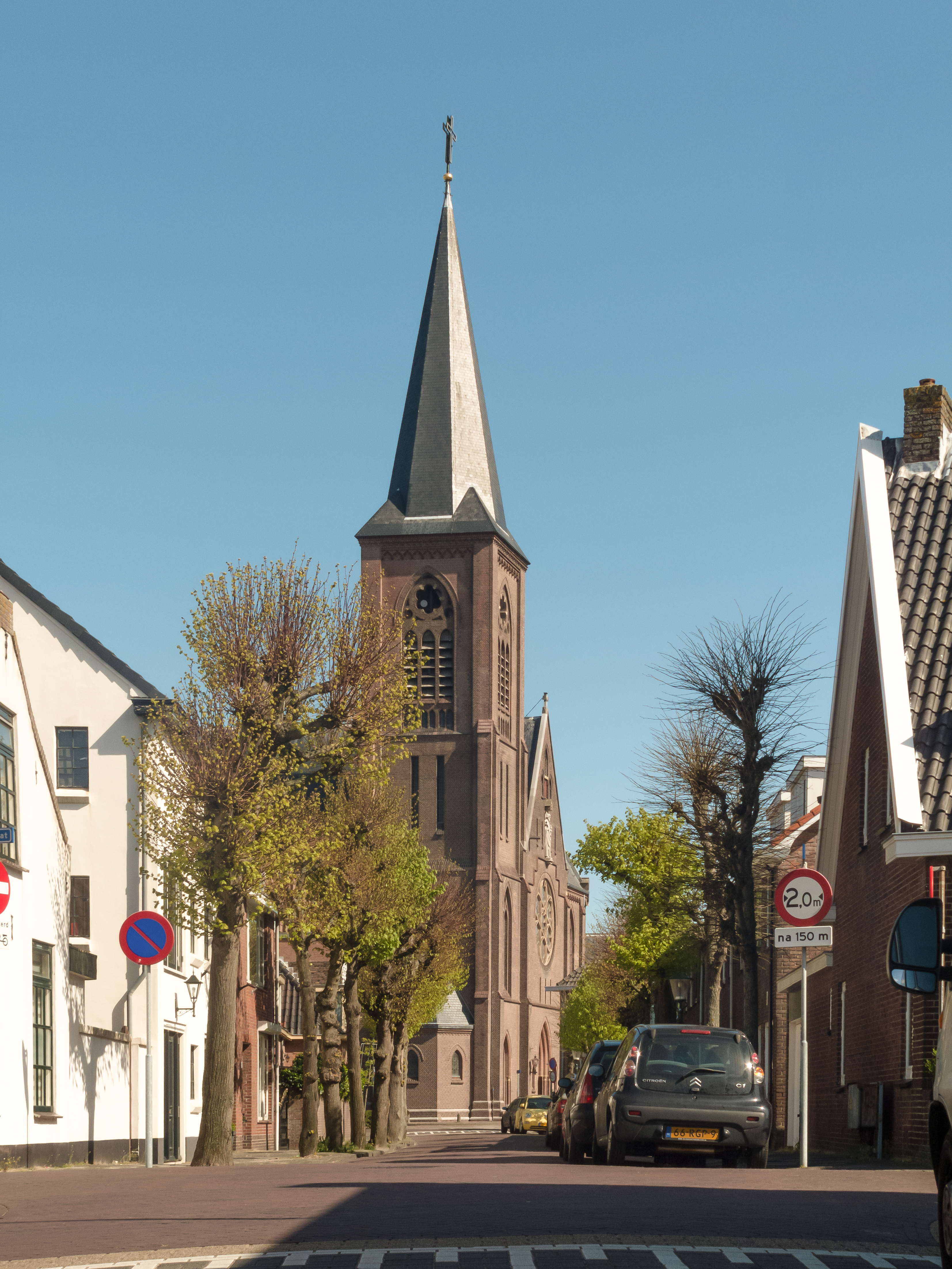
Noordwijk, Kirche: de Sint Jeroenskerk

Noordwijk (anhörenⓘ) ist eine Gemeinde in der niederländischen Provinz Südholland, zwischen Katwijk und Zandvoort, im Zentrum des Bollenstreek (deutsch Blumenzwiebelgegend). Noordwijk ist seit 150 Jahren ein international bekanntes Seebad und auch international bekannt als „Blumenbadeort Europas“.
Die Gemeinde Noordwijk besteht aus den Orten Noordwijk aan Zee, Noordwijk-Binnen, Noordwijkerhout (ab 2019) und Zilk. Neben der Bekanntheit als Badeort ist Noordwijk auch wegen seiner großen Blumenzwiebelfelder (Tulpenzüchtung) international bekannt. Hier hat das Europäische Weltraumforschungs- und Technologiezentrum (ESTEC) der Europäischen Weltraumorganisation (ESA) seinen Sitz.

## Noordwijk als Seebad
Als Seebad kennzeichnet Noordwijk aan Zee ein breiter, 13 km langer Sandstrand, sowie ein sehr großes Dünengebiet. Strand und Dünen erstrecken sich nach Norden bis Zandvoort und im Süden bis Katwijk aan Zee. Weitere Attraktionen sind die Promenade mit zahlreichen Restaurants, das alte Zentrum und zahlreiche Kneipen und Diskotheken. Noordwijk verfügt als Seebad über eine große Anzahl von Hotels (darunter das Grandhotel Huis ter Duin), Ferienhäuser und Pensionen mit über 3400 Betten und verzeichnet jährlich über 1 Mio. Übernachtungen. Noordwijk ist mit über 250 Kongressen jährlich die zweitwichtigste Kongressdestination der Niederlande und das drittgrößte Seebad der Niederlande.

### Blumenbadeort Europas

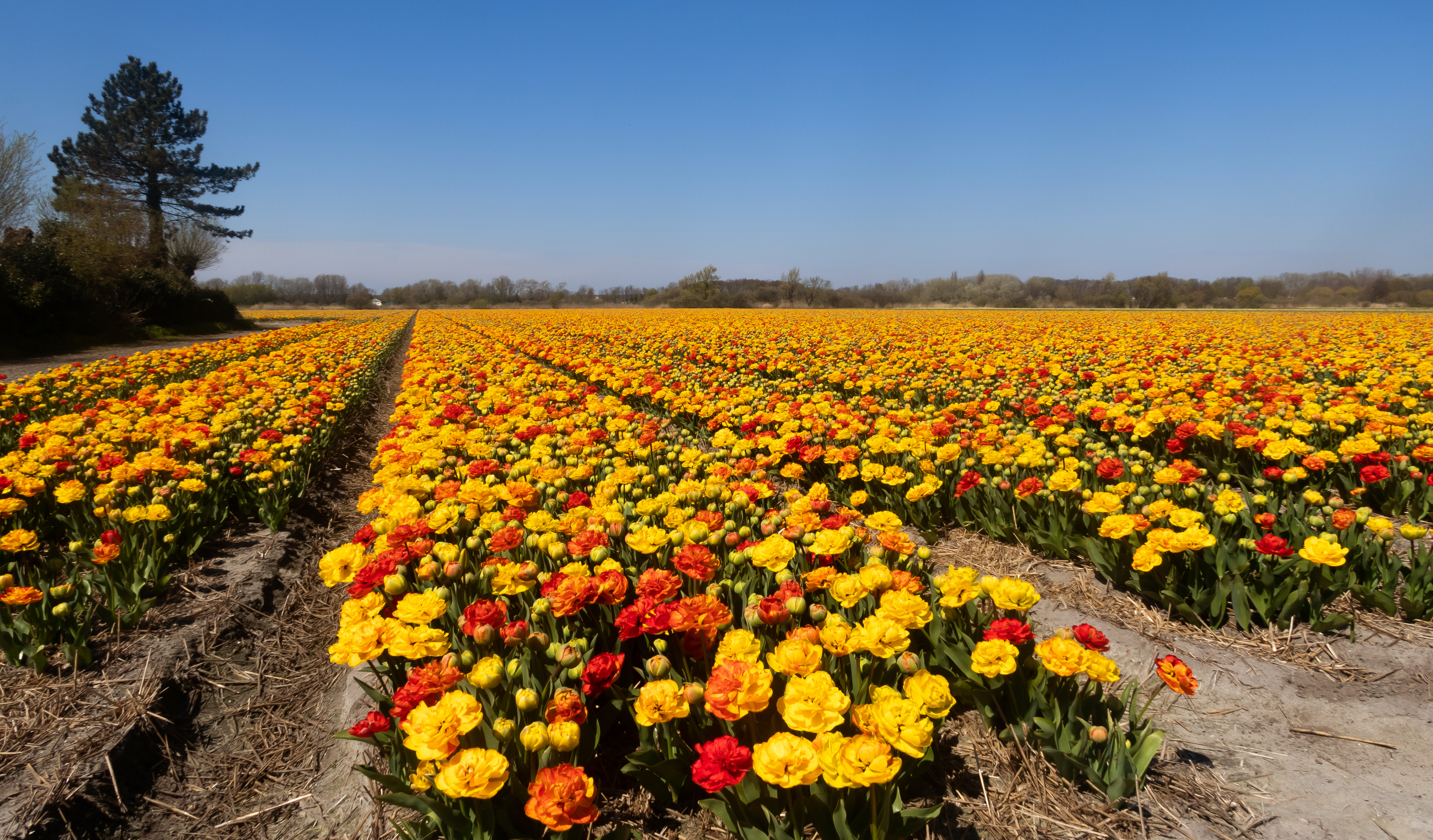
Noordwijkerhout

Noordwijk, welches zum Bollenstreek gehört, wird auch wegen seiner großen Blumenzwiebel- und Tulpenfelder als der Blumenbadeort Europas bezeichnet. Jährlich startet in Noordwijk einer der bekanntesten Blumenkorsos (Bloemencorso van de Bollenstreek) der Welt, der aus über zwanzig Prunkwagen und gut dreißig üppig mit Blumen geschmückten Limousinen besteht, zu seiner ca. 40 km langen Tour, die auch an dem international bekannten Keukenhof vorbeikommt. Der rund 7 km entfernte Keukenhof (in Lisse) ist einer der größten Blumenparks der Welt und hat sich zu einer der größten niederländischen Touristenattraktionen entwickelt.
In Noordwijk (Huis ter Duin) endet in der Regel die Internationale Tulpenrallye, die mit fast 60 Jahren als älteste, längste und bekannteste Rallye für historische Fahrzeuge in den Niederlanden gilt.

### Sehenswürdigkeiten
- Der 13 km lange Sandstrand am Bollenstreek
- Die Noordwijker Dünen, unter anderem Coepelduynen, Noordduinen (Nadelwald und Vogelbrutgebiet) und Langeveld, wurden als Natura-2000-Gebiete ausgewiesen.
- Kunst in den Dünen – Parkplatz am Anfang des Duindamseslag. Länge der Kunstroute: 4 km
- Jährlicher Blumenkorso (Bloemencorso van de Bollenstreek)
- Der Noordwijker-Leuchtturm und die beiden Strandpromenaden
- Space Expo Noordwijk
- Altes Stadtzentrum Noordwijk-Binnen
- Turm der Oude Jeroenskerk
- Keukenhof
- Museum Noordwijk (Heimatmuseum)
- Museum Engelandvaarders
- Atlantikwall-Museum Noordwijk
- Heimatmuseum Veldzicht
- Die Witte Kerkje im Zentrum von Noordwijkerhout
- Die Kapel aan Zee im Ortsteil Noordwijk aan Zee
- Rathaus in Noordwijkerhout
- Landgut Leeuwenhorst (altes Waldgebiet, in der Gemeinde Noordwijkerhout)
- Amsterdamer Waterleidingduinen
- Hoogewegse Molen (Poldermühle)

### Persönlichkeiten in Noordwijk

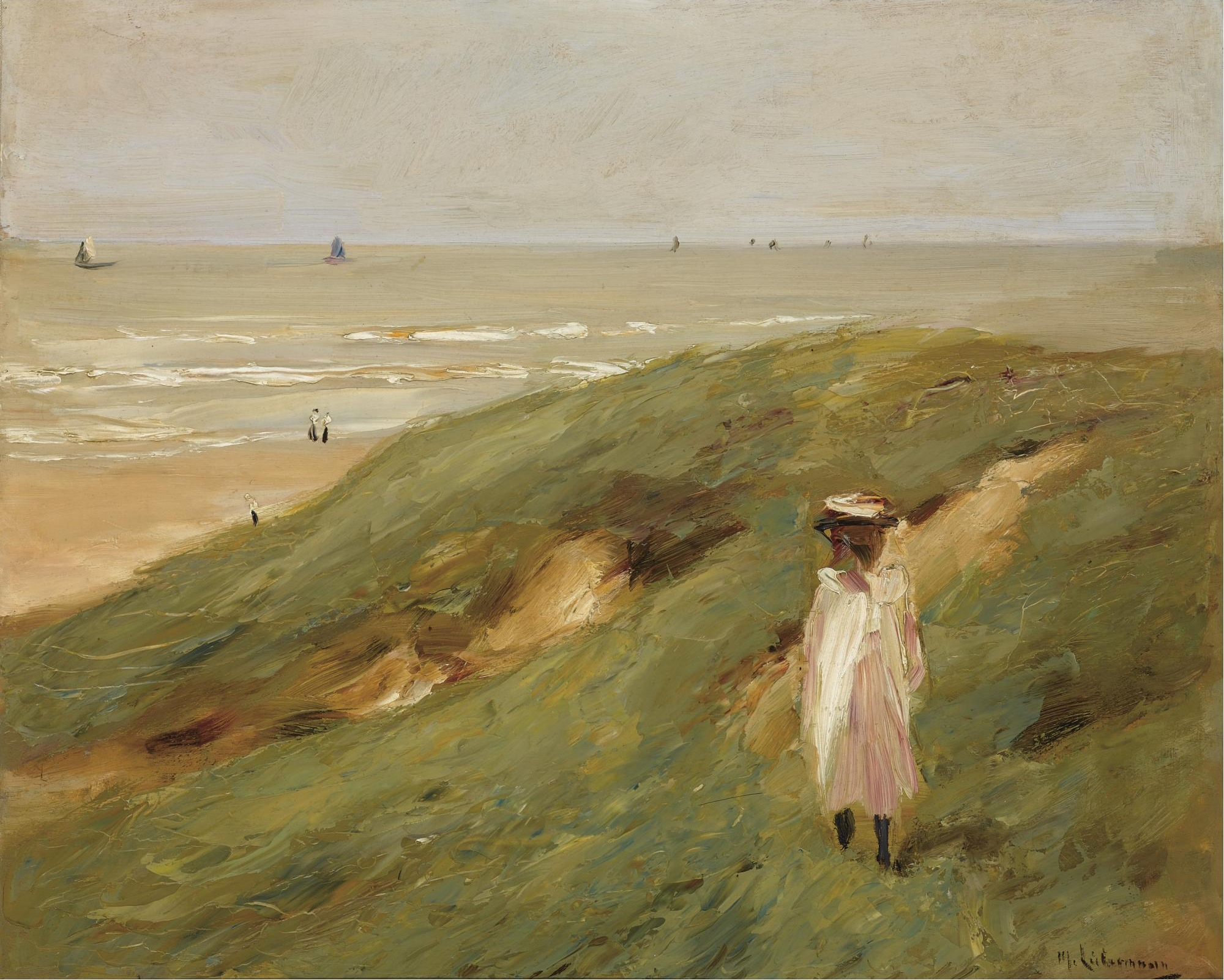
Max Liebermann (1906): Düne bei Noordwijk mit Kind – Privatbesitz

Persönlichkeiten, die in Noordwijk lebten oder Erholung suchten, waren unter anderem Mitglieder des niederländischen Königshauses, Thomas Mann, Maria Montessori (in Noordwijk begraben), der Unternehmer Alfred Heineken, Ex-Kaiserin Soraya, die Dichterin Henriette Roland Holst, Sigmund Freud, Grace Kelly, der Schriftsteller Stefan George, die Pianistin Pia Beck, der Tenor Jacques Urlus, die Schriftstellerin Margriet de Moor, der Philosoph Karl Jaspers sowie zahlreiche Maler und Künstler wie zum Beispiel Max Liebermann, Jan Hillebrand Wijsmuller und bekannte Filmdarsteller.
Der Landschaftsmaler Ludolph Berkemeier (in Noordwijk begraben) siedelte 1896 nach Noordwijk über und ist durch seine Gemälde in der Stilrichtung der Haager Schule bekannt. So siedelte auch Anfang des 20. Jahrhunderts die Malerin Emy von Briesen dorthin (in Noordwijk begraben).
Noordwijk ist auch Wohnsitz von Fußballtrainer Louis van Gaal. Im März 2014 übernachteten der US-Präsident Barack Obama und der Staatspräsident der Volksrepublik China Xi Jinping in Noordwijk.

## Nachhaltiger Tourismus
Im Jahr 2012 wurde Noordwijk die Auszeichnung QualityCoast Gold für besondere Anstrengungen in der nachhaltigen Entwicklung verliehen. Daher wurde Noordwijk in den weltweiten Atlas für nachhaltigen Tourismus, DestiNet, aufgenommen.

## Geschichte

### Vorgeschichtliche und römische Zeit

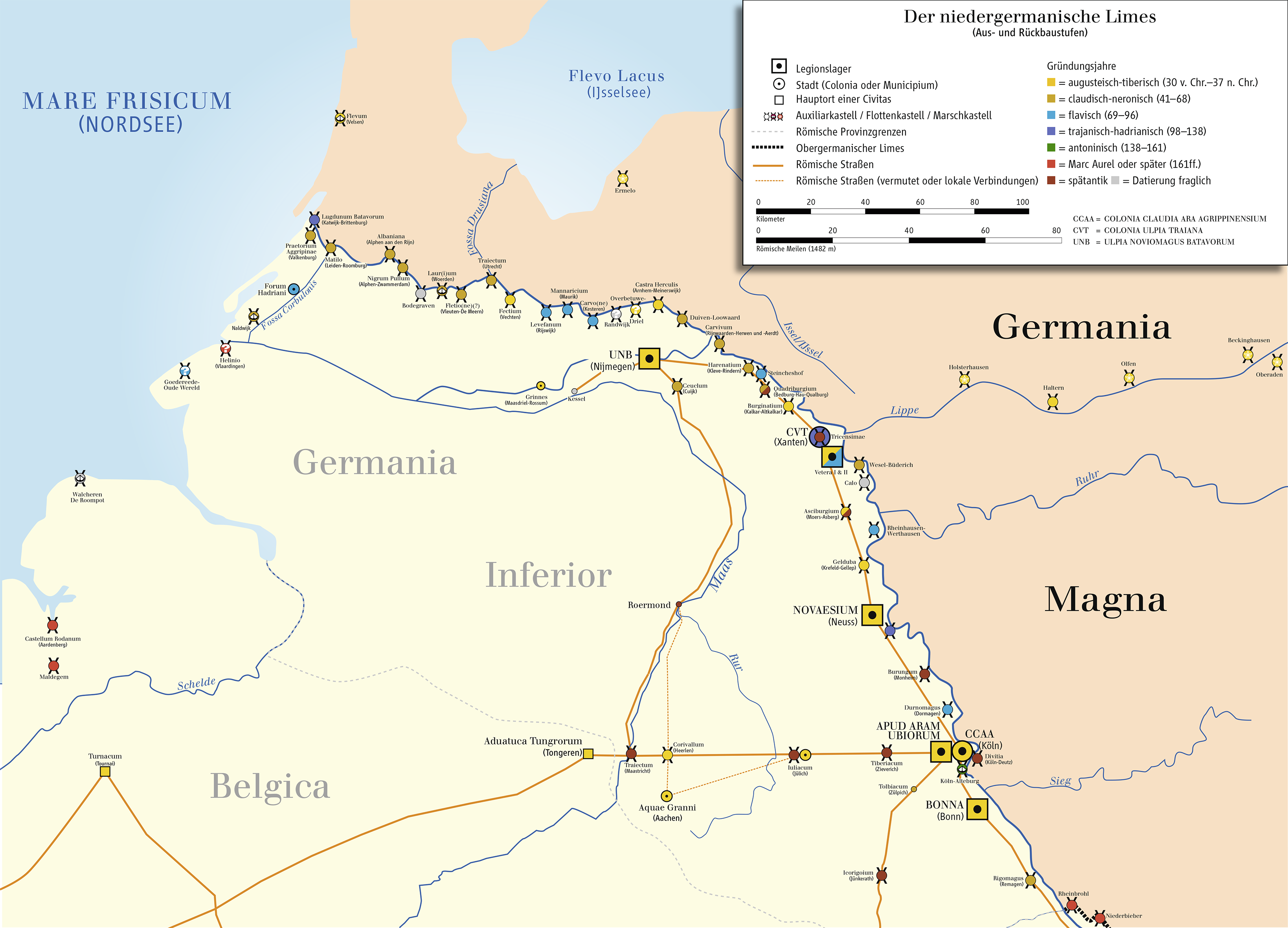
Verlauf des Limes von Köln nach Katwijk als nördlichster Endpunkt

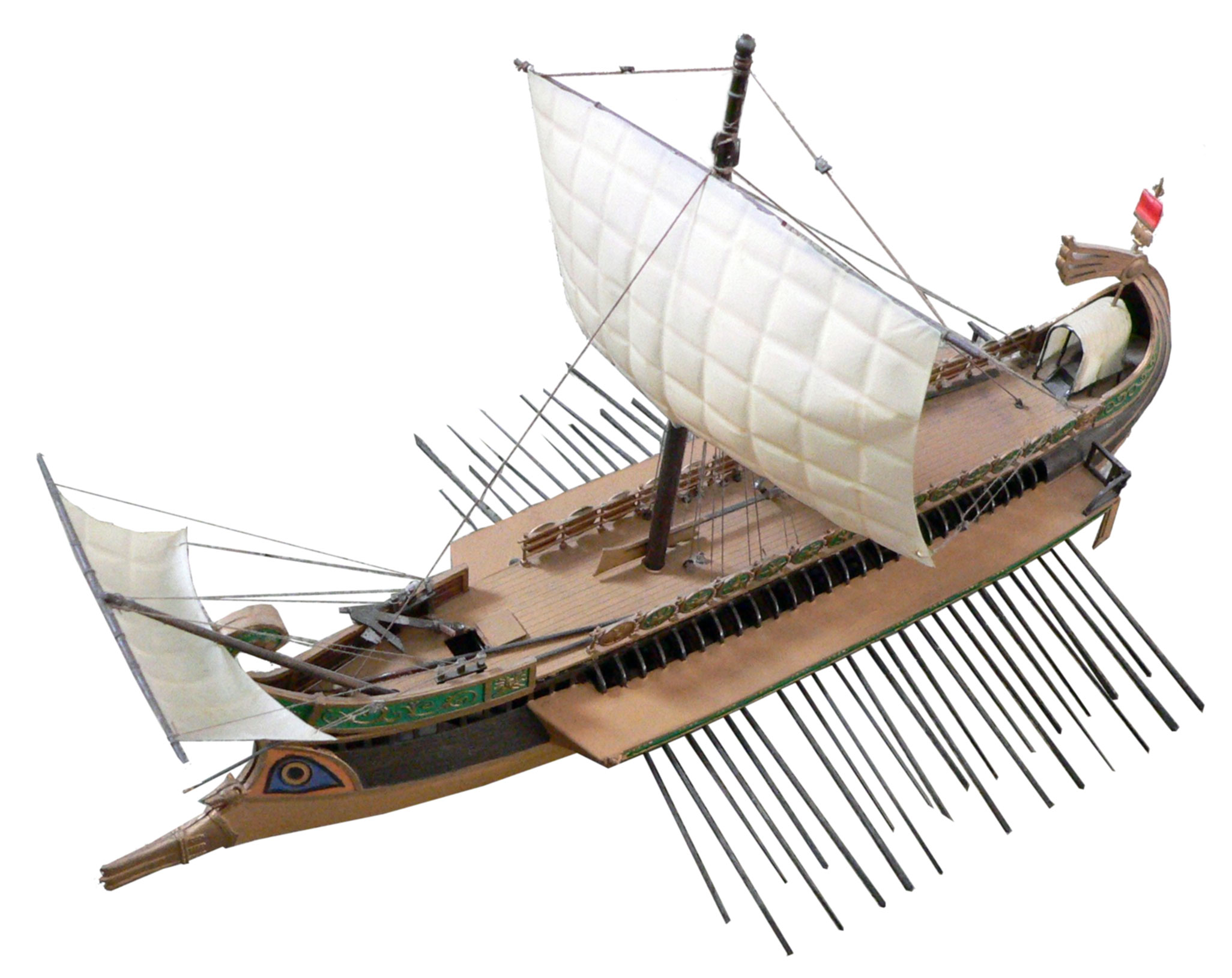
Römische Trireme, wie sie auch zum Küstenschutz eingesetzt wurde

In Noordwijk gibt es Fundorte aus frühgeschichtlicher und insbesondere der römischen Zeit. Hier existiert eine der beiden niederländischen Fundstellen für ein Haus aus der Frühen Bronzezeit.
Das römische Kastell und der dazugehörige Seehafen Lugdunum Batavorum (Brittenburg) am Oude Rijn lagen zwischen Katwijk aan Zee und Noordwijk aan Zee und sind in der römischen Tabula Peutingeriana verzeichnet. Dieser Stützpunkt hatte die Aufgabe, den Nordzipfel des Limes vor Übergriffen aus Germanien zu schützen. Die von hier aus operierende kleine Flottille der Provinz Germania inferior („Niedergermanien“) sollte auch den Seeweg nach Britannien überwachen. Von den Ruinen des ehemaligen Römerkastells wurden nach den Stürmen von 1520, 1552 und 1562 am Strand Grundmauern freigespült. Die wieder verschwundenen Mauern werden heute einen Kilometer westlich des ESTEC Zentrums vermutet; derzeit gibt es archäologische Bestrebungen, diesen geschichtsträchtigen Ort wiederzufinden.

### Geschichte Noordwijks
Die Ursprünge von Noordwijk gehen auf 856 zurück, als der Priester und Missionar Jeron als Märtyrer durch die Normannen umgebracht wurde. Daraufhin wurde eine romanische Kapelle errichtet, die zum Wallfahrtsort wurde.
Noordwijk wurde in mittelalterlichen Dokumenten als Northogo (in unterschiedlichen Schreibweisen) bezeichnet. Im Frühmittelalter war Northogo fränkisches Königsgut, dann gehörte es zur Grafschaft Holland (885–1299), von 1299 bis 1354 zur Grafschaft Hennegau, von 1354 bis 1433 den Wittelsbachern, von 1522 bis 1482 dem Haus Burgund und von 1482 bis 1581 zu Habsburg. Ab 1198 treten erstmals die Herren van Noordwijk auf. Albrecht I. von Bayern verlieh Noordwijk 1398 die Stadtrechte, welche aber 1399 wieder entzogen wurden. Noordwijk wurde wieder eine Niedere Herrlichkeit (Ambachtsherrlichkeit). 1429 wurde Noordwijk Pilgerort. 1500 hatte Noordwijk etwa 1500 Einwohner.
Eine besondere Rolle spielte seit dem Mittelalter das Landgut Offem, welches im 18. Jahrhundert in seiner heutigen Form errichtet wurde. Es ist seit 2009 Rijksmonument (Reichsdenkmal). Auch entwickelte sich ein reiches Kirchen- und Klosterleben, insbesondere um das St. Babarakloster, welches 1572 aufgegeben wurde. In der Umgebung von Noordwijk wurde 1261 das große Zisterzienserkloster Leeuwenhorst in Noordwijkerhout gegründet, welches große Ländereien (über 1263 ha) besaß, davon viele in der Gemarkung Noordwijk. Es wurde 1571 aufgegeben, fiel dann Brandstiftung zum Opfer und ist heute Kongresszentrum.
Der ehemalige Fischerort Noordwijk aan Zee wurde um 1200 gegründet. Üblich war die Abgabe des Zehnten des Fangs an den jeweiligen Landesherren. Im Jahre 1444 erhielt Noordwijk ein Leuchtfeuer – eine erhöhte Feuerstelle trifft es eher. Um 1474 besaß Noordwijk 38 große und kleine Fischerboote, die immer vom Strand aus ablegten und anlandeten. Die Fischerei war bis Ende des 19. Jahrhunderts eine der Haupteinnahmequellen für Noordwijk-Binnen. Der letzte Bomschuit legte im Jahre 1913 ab.
Im 18. und 19. Jahrhundert war Noordwijk das wichtigste Kräuterzentrum der Niederlande und belieferte vornehmlich Amsterdam. Um 1880 wurde dieses durch die Blumenzwiebelzucht abgelöst. Etwa ab 1819 wurde Noordwijk exklusiver Badeort für die Oberschicht. Mit der Eröffnung des ersten Hotels, des Grandhotels Huis ter Duin 1885, wurde der Grundstein für Noordwijk als zukünftiges Seebad gelegt. Es folgte ein starkes Anwachsen der Bevölkerung von 5.000 Einwohnern um 1900 auf über 25.000 Einwohner zum Ende des 20. Jahrhunderts.

### Noordwijk im 20. Jahrhundert

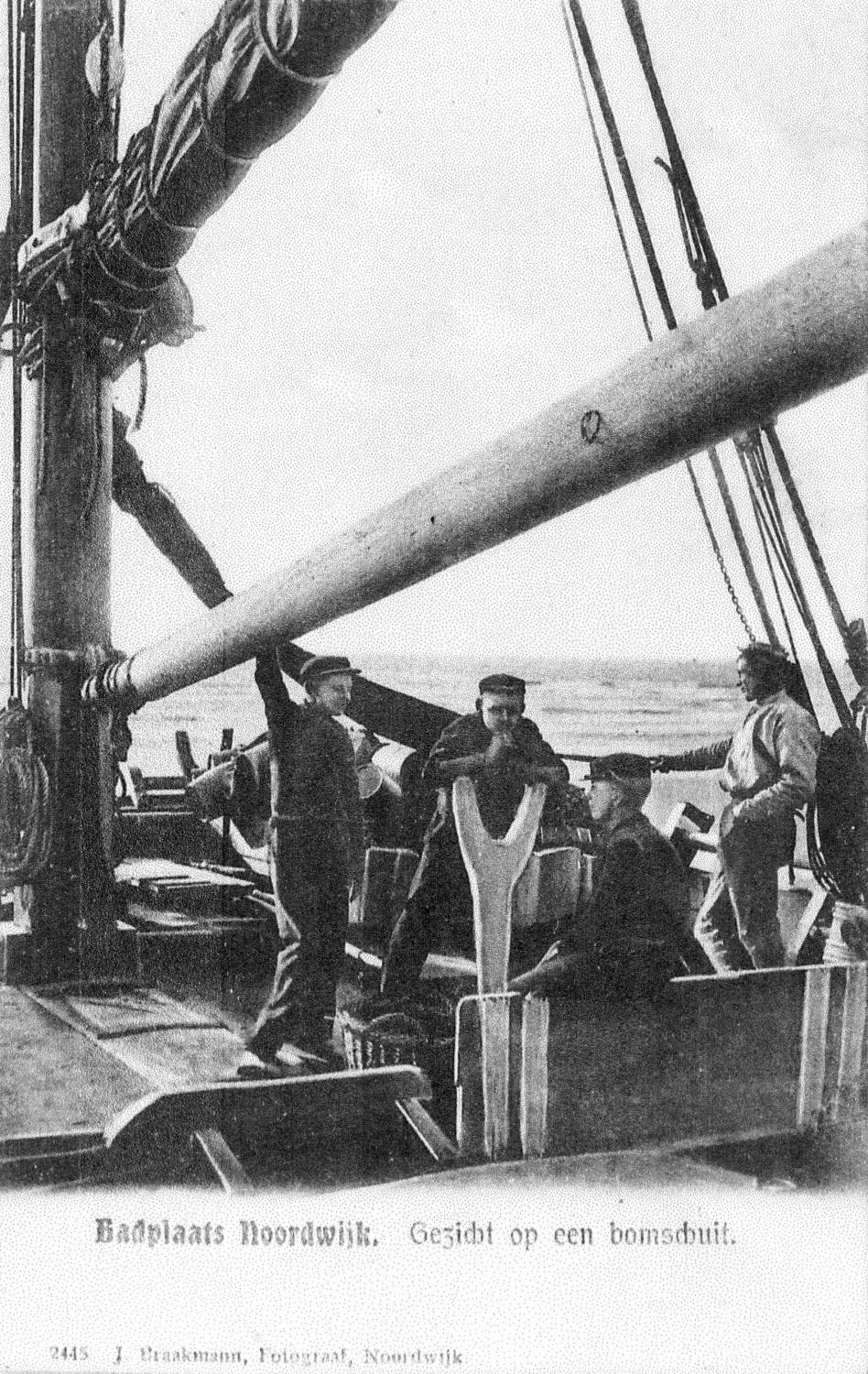
Ein typisches Fischerboot, wie es vor der Küste Noordwijks anzutreffen war, genannt „Bomschuit“

Es folgte im 20. Jahrhundert der Bau von zahlreichen Hotels wie dem Palace Hotel, dem Hotel Nordzee, dem Poolstar und wenigen Privathäusern entlang des Nordboulevard, sowie der Bau von Hotels und Villen entlang und hinter dem Südboulevard. 1923 wurde der 33 m hohe Leuchtturm gebaut, der als eines der Wahrzeichen von Noordwijk gilt. Im Zweiten Weltkrieg wurden als Teil des Atlantikwalls kolossale Betonmauern als Panzersperren auf den Boulevards errichtet und durchzogen den gesamten Strand- und Dünenbereich. Zeugnisse des Atlantikwalls, insbesondere Bunkerbauten finden sich noch heute in den Dünen. Südlich des Langevelderslag wurde Anfang des 20. Jahrhunderts eine Radio- und Funkempfangsstation (Radio Nora / Noordwijk Radio) errichtet, welche im Zweiten Weltkrieg als wichtigste Funkstation zum Kontakt mit U-Booten diente. Auch ein Landeplatz wurde angelegt. Nach dem Zweiten Weltkrieg wurde die Station weiterhin militärisch genutzt, ist heute aber unbemannt.
Nach dem Zweiten Weltkrieg bis Anfang der 1980er bestand der Noordboulevard aus drei- bis maximal vierstöckigen Gebäuden. Ende der 1970er Jahre erfolgte dann der Abriss zahlreicher Hotels und Privathäuser auf dem Noordboulevard und der Bau von mehrstöckigen Appartementhäusern und Luxushotels wie dem neuen Hotel Orange (Fünf Sterne), welche das Ortsbild der Strandpromenade des Königin Wilhelminaboulevard bis heute prägen. 1976 brannte das ortsprägende alte Palace Hotel vollständig ab und wurde abgerissen. Auch das Grandhotel Huis ter Duin brannte 1990 ab und wurde zusammen mit einem großen Appartementkomplex wiedererrichtet. Mit dem Abriss der legendären Diskothek Boule 7, einer der ältesten Diskotheken der Niederlande, endete 1994 auch das Nachtleben auf dem Nordboulevard. Der südliche Königin Astridboulevard blieb nahezu unverändert.
10 km vor der Küste (außerhalb der niederländischen Hoheitsgewässer) wurde 1964 das REM-eiland errichtet, welches Basis für einen Piratensender (TV Noordzee) war. Hier wurde 1976 der Fernsehfilm „Trimmel und der Tulpendieb“ (Tatort) gedreht. Die Station wurde 2006 demontiert.
Zunächst 18 km vor der Küste (dann 14 km, sichtbar) sollte der Offshore-Windpark Luchterduinen errichtet werden, wo nach massiven Protest der Abstand auf 23 km ab der Küste verlängert wurde. Der Windpark ist in Betrieb.

## Politik
Die letzte Kommunalwahl fand am 16. März 2022 statt, bei der die Bürger in Noordwijk den aus 27 Mitgliedern bestehenden Gemeinderat wählen konnten.

### Sitzverteilung im Gemeinderat
Der Noordwijker Gemeinderat setzt sich seit der Kommunalwahl 2022 wie folgt zusammen:
| Partei                                 | Sitze | Sitze | Sitze | Sitze | Sitze | Sitze | Sitze | Sitze | Sitze | Sitze | Sitze |
| Partei                                 | 1982  | 1986  | 1990  | 1994  | 1998  | 2002  | 2006  | 2010  | 2014  | 2018  | 2022  |
| -------------------------------------- | ----- | ----- | ----- | ----- | ----- | ----- | ----- | ----- | ----- | ----- | ----- |
| VVD                                    | 6     | 3     | 4     | 2     | 4     | 2     | 4     | 6     | 2     | 5     | 5     |
| JES Noordwijk                          | –     | –     | –     | –     | –     | –     | 2     | 6     | –     | –     | –     |
| Partij voor de Inwoners                | –     | –     | –     | –     | –     | –     | –     | –     | –     | –     | 4     |
| NZLokaal                               | –     | –     | –     | –     | –     | –     | –     | –     | –     | 5     | 4     |
| CDA                                    | 7     | 7     | 7     | 5     | 4     | 4     | 3     | 4     | 3     | 5     | 4     |
| PUUR a                                 | –     | –     | –     | –     | –     | –     | –     | 7     | 8     | 4     | 3     |
| Lijst Salman Noordwijk b               | –     | –     | –     | –     | –     | –     | –     | –     | 3     | 4     | 2     |
| GroenLinks                             | –     | –     | 2     | 2     | 4     | 4     | 4     | 3     | 2     | 2     | 2     |
| PvdA                                   | 3     | 5     | 4     | 2     | 4     | 4     | 4     | 3     | 2     | 1     | 1     |
| D66                                    | 1     | –     | –     | 2     | 4     | 4     | 4     | 3     | 1     | 1     | 1     |
| Bruisend Noordwijk                     | –     | –     | –     | –     | –     | –     | –     | –     | –     | –     | 1     |
| DOEN!                                  | –     | –     | –     | –     | –     | –     | –     | –     | –     | –     | 0     |
| Noordwijk Zelfstandig b                | –     | –     | –     | –     | –     | –     | –     | –     | 2     | –     | –     |
| Wat Noordwijk Wil/Liberaal Noordwijk c | –     | –     | –     | –     | –     | –     | –     | 1     | –     | –     | –     |
| ChristenUnie                           | –     | –     | –     | –     | –     | 1     | 1     | 0     | –     | –     | –     |
| Welzijn en Senioren a                  | –     | –     | –     | –     | –     | –     | 2     | –     | –     | –     | –     |
| Verenigd Noordwijk d a                 | –     | –     | –     | 4     | 3     | –     | 2     | –     | –     | –     | –     |
| Noordwijk Totaal d c                   | –     | –     | –     | –     | –     | 8     | 1     | –     | –     | –     | –     |
| Noordwijks Belang d                    | –     | 3     | 4     | 4     | 4     | –     | –     | –     | –     | –     | –     |
| De Noordwijker d                       | –     | –     | –     | –     | 1     | –     | –     | –     | –     | –     | –     |
| RPF                                    | –     | –     | –     | 0     | 1     | –     | –     | –     | –     | –     | –     |
| GPV                                    | –     | –     | –     | –     | 1     | –     | –     | –     | –     | –     | –     |
| Progressief Akkoord Noordwijk e        | –     | 1     | –     | –     | –     | –     | –     | –     | –     | –     | –     |
| PPR                                    | 2     | –     | –     | –     | –     | –     | –     | –     | –     | –     | –     |
| PSP                                    | 2     | –     | –     | –     | –     | –     | –     | –     | –     | –     | –     |
| Gesamt                                 | 19    | 19    | 21    | 21    | 21    | 19    | 19    | 21    | 21    | 27    | 27    |

Anmerkungen

### Bürgermeister
Seit dem 27. Januar 2020 ist Wendy Verkleij-Eimers (VVD) Bürgermeisterin der Gemeinde. Zu ihrem Kollegium zählen die Beigeordneten Gerben van Duin (PUUR Noordwijk), Dennis Salman (Lijst Salman Noordwijk), Marie José Fles (PvdA/GroenLinks), Pieter-Jan Barnhoorn (D66), Hans Bakker (PUUR Noordwijk) sowie die Gemeindesekretärin Lia van der Pol.

## Söhne und Töchter der Stadt
- Jan van der Does (1545–1604), Gelehrter, Dichter und Staatsmann
- Willem Dirk Hendrik Baron van Asbeck (1858–1935), Seeoffizier, Kolonialbeamter und Diplomat
- Jean-Jacques Salverda de Grave (1863–1947), Romanist, Provenzalist und Mediävist
- Henriette Roland Holst (1869–1952), Dichterin und Politikerin
- Daniël Noteboom (1910–1932), Schachspieler
- Willem Glasbergen (1923–1979), Prähistoriker und Provinzialrömischer Archäologe
- Lodewijk Woltjer (1930–2019), Astronom
- Margriet de Moor (* 1941), Schriftstellerin
- Pieter Vink (* 1967), in Noordwijkerhout geborener Fußballschiedsrichter
- Leonard van Utrecht (* 1969), Fußballspieler
- Janieck Devy (* 1994), Singer-Songwriter und ehemaliger Schauspieler

## Galerie

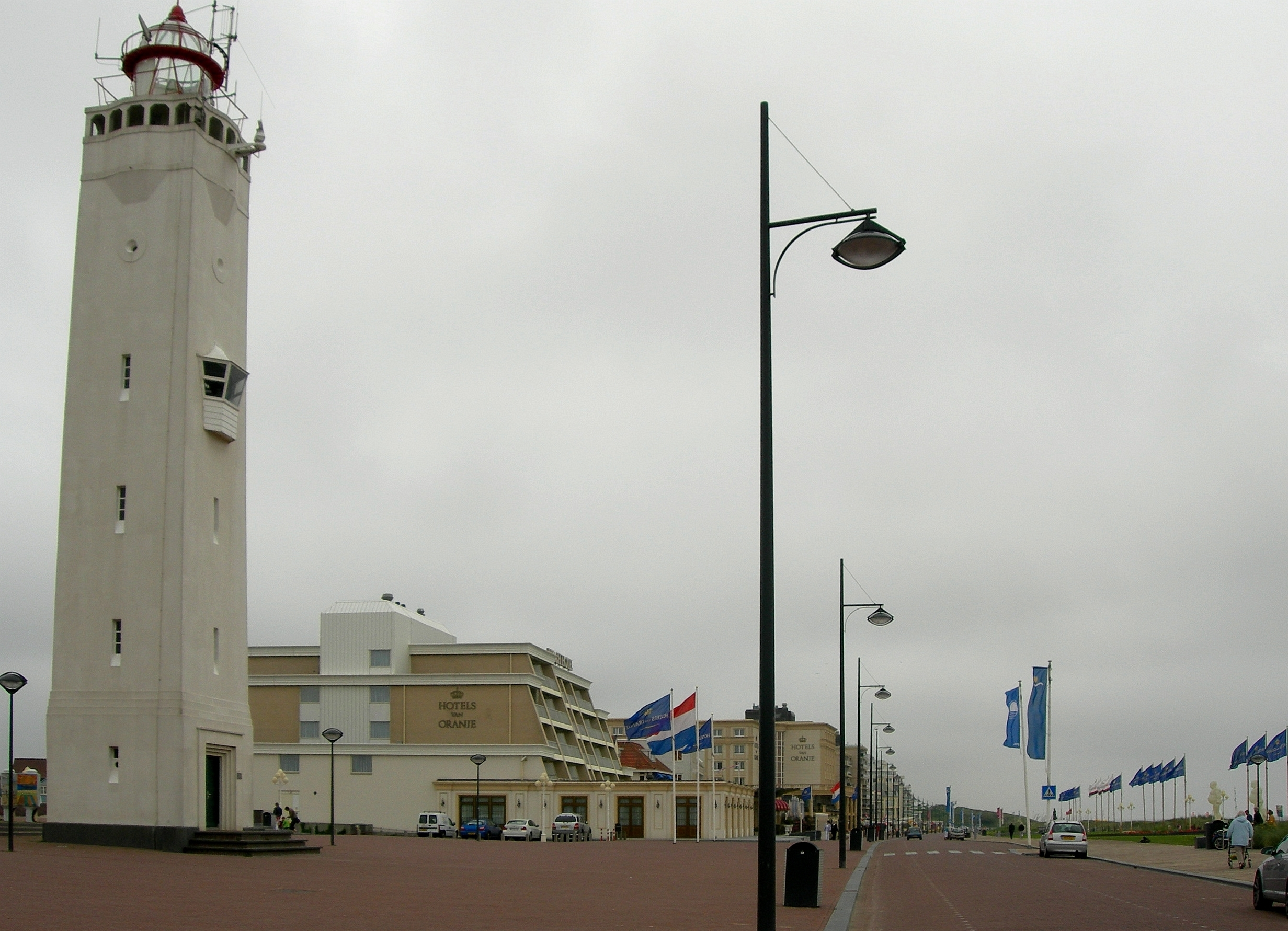
Leuchtturm in Noordwijk
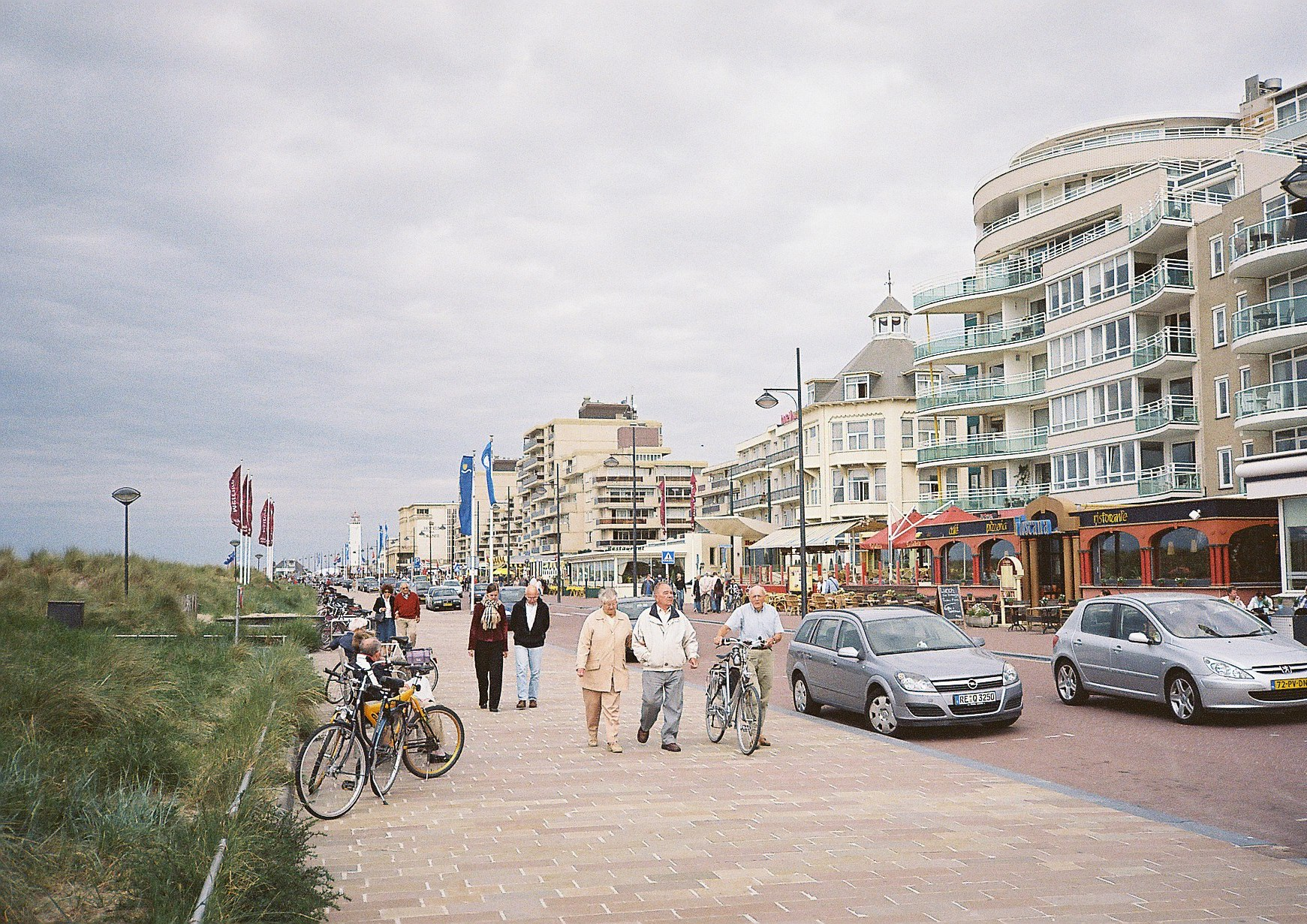
Die Strandpromenade von Noordwijk
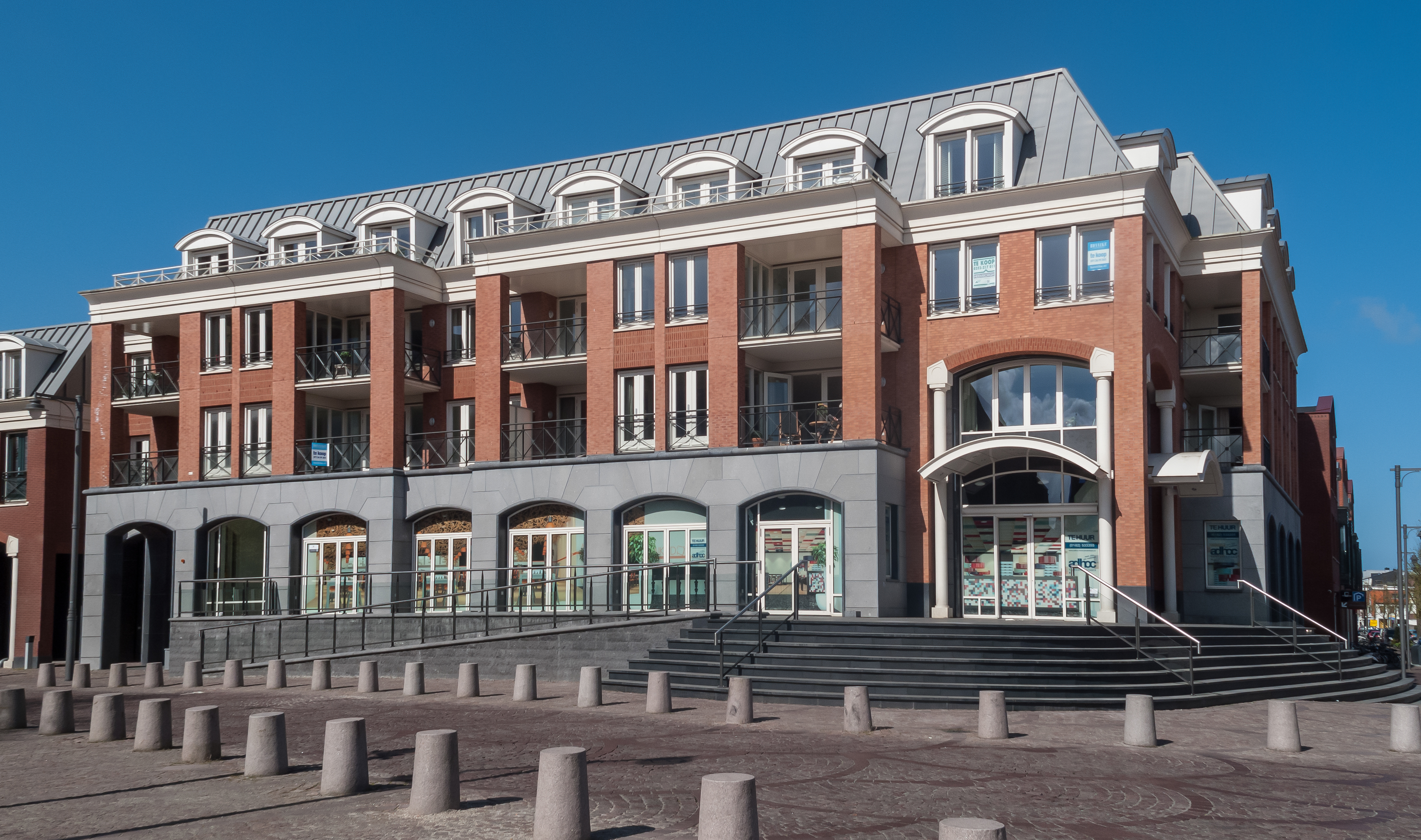
Blick auf der Straße: Heilige Geestweg-Raadhuisstraat
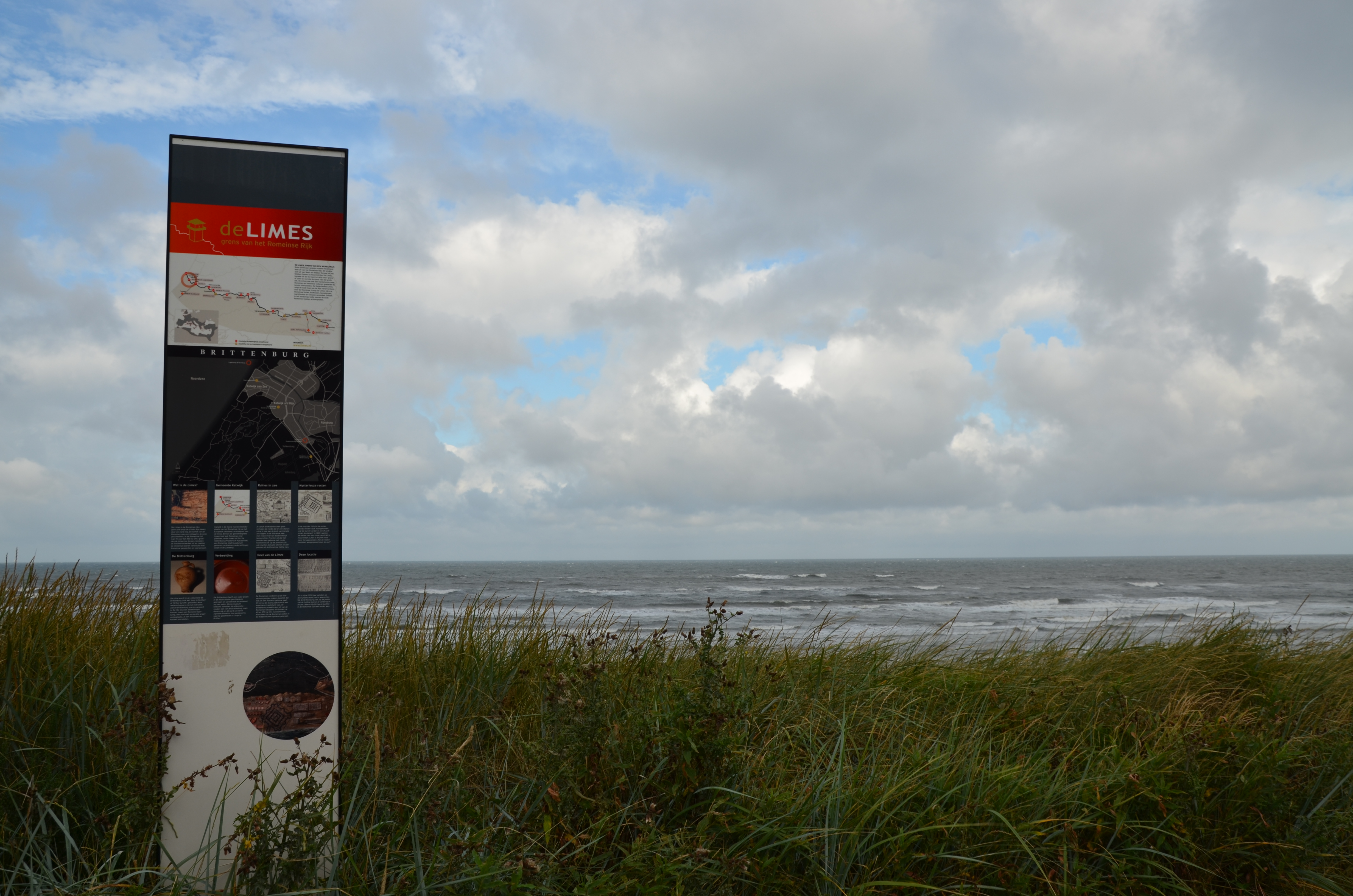
Germania Inferior, Blick auf ehemalige Lage der römischen Grenzbefestigung LUGDUNUM BARAVORUM – (Brittenburg) als nördlicher Endpunkt des Limes
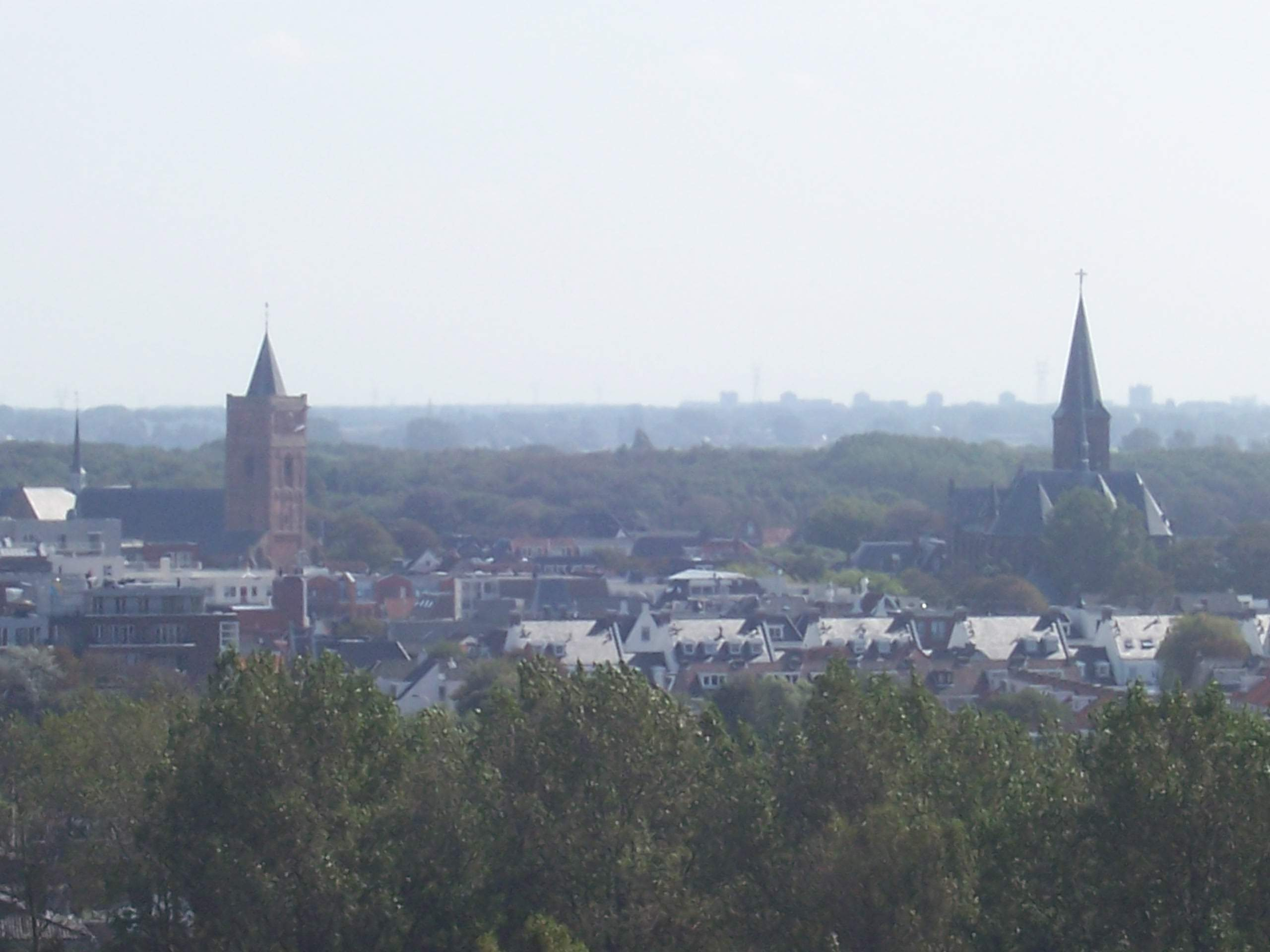
Blick auf Noordwijk-Binnen von dem Wasserturm mit Blickrichtung zum Binnenland